# Хамнок (Арканзас)
Хамнок (англ. Humnoke) — город, расположенный в округе Лонок (штат Арканзас, США) с населением в 280 человек по статистическим данным переписи 2000 года.

## География
По данным Бюро переписи населения США Хамнок имеет общую площадь в 0,78 квадратных километров, водных ресурсов в черте населённого пункта не имеется.
Город Хамнок расположен на высоте 60 метров над уровнем моря.

## Демография
По данным переписи населения 2000 года в Хамноке проживало 280 человек, 77 семей, насчитывалось 111 домашних хозяйств и 130 жилых домов. Средняя плотность населения составляла около 311,1 человек на один квадратный километр. Расовый состав Хамнока по данным переписи распределился следующим образом: 85,71 % белых, 10,36 % — чёрных или афроамериканцев, 0,36 % — азиатов, 1,79 % — представителей смешанных рас, 1,79 % — других народностей. Испаноговорящие составили 2,86 % от всех жителей города.
Из 111 домашних хозяйств в 36,0 % — воспитывали детей в возрасте до 18 лет, 54,1 % представляли собой совместно проживающие супружеские пары, в 9,9 % семей женщины проживали без мужей, 30,6 % не имели семей. 27,0 % от общего числа семей на момент переписи жили самостоятельно, при этом 14,4 % составили одинокие пожилые люди в возрасте 65 лет и старше. Средний размер домашнего хозяйства составил 2,52 человек, а средний размер семьи — 3,10 человек.
Население города по возрастному диапазону по данным переписи 2000 года распределилось следующим образом: 28,2 % — жители младше 18 лет, 6,1 % — между 18 и 24 годами, 32,1 % — от 25 до 44 лет, 20,0 % — от 45 до 64 лет и 13,6 % — в возрасте 65 лет и старше. Средний возраст жителей составил 33 года. На каждые 100 женщин в Хамноке приходилось 93,1 мужчин, при этом на каждые сто женщин 18 лет и старше приходилось 95,1 мужчин также старше 18 лет.
Средний доход на одно домашнее хозяйство в городе составил 21 528 долларов США, а средний доход на одну семью — 28 125 долларов. При этом мужчины имели средний доход в 27 500 долларов США в год против 15 750 долларов среднегодового дохода у женщин. Доход на душу населения в городе составил 15 194 доллара в год. 15,2 % от всего числа семей в населённом пункте и 20,3 % от всей численности населения находилось на момент переписи населения за чертой бедности, при этом 23,5 % из них были моложе 18 лет и 27,8 % — в возрасте 65 лет и старше.